# 雷布里恰鄉
46°52′N 27°33′E / 46.867°N 27.550°E
雷布里恰鄉（羅馬尼亞語：Comuna Rebricea, Vaslui），是羅馬尼亞的鄉份，位於該國東北部，由瓦斯盧伊縣負責管轄，面積56平方公里，海拔高度140米，2007年人口3,790，人口密度每平方公里68人。